# Охіньківська сільська рада
О́хіньківська сільська́ ра́да — адміністративно-територіальна одиниця та орган місцевого самоврядування у Прилуцькому районі Чернігівської області. Адміністративний центр — село Охіньки.

## Загальні відомості
Охіньківська сільська рада утворена у 1988 році.
- Територія ради: 33,76 км²
- Населення ради: 758 осіб (станом на 2001 рік)

## Історія
Чернігівська обласна рада рішенням від 3 лютого 2009 року у Прилуцькому районі перейменувала Охиньківську сільраду на Охіньківську.

## Населені пункти
Сільській раді підпорядковані населені пункти:
- с. Охіньки
- с. Пручаї

## Склад ради
Рада складається з 14 депутатів та голови.
- Голова ради: Маснуха Володимир Іванович

### Депутати
За результатами місцевих виборів 2010 року депутатами ради стали:

#### За суб'єктами висування
| Суб'єкт висування | Кількість обраних депутатів | %   |
| ----------------- | --------------------------- | --- |
| Самовисування     | 14                          | 100 |

#### За округами
| № округу | Прізвище, ім'я, по батькові       | Дата визнання обраним | Освіта             | Партійна приналежність                        | Відомості про обраного депутата                       |
| -------- | --------------------------------- | --------------------- | ------------------ | --------------------------------------------- | ----------------------------------------------------- |
| 1        | Колісніченко Микола Олександрович | 01.11.2010            | середня спеціальна | член Політичної партії «Наша Україна»         | пенсіонер                                             |
| 2        | Шрамко Оксана Миколаївна          | 01.11.2010            | середня спеціальна | позапартійна                                  | Охіньківська сільська рада, секретар сільської ради   |
| 3        | Зінченко Наталія Всеволодівна     | 01.11.2010            | середня спеціальна | член Всеукраїнського об'єднання «Батьківщина» | пенсіонер                                             |
| 4        | Карпенко Валентина Миколаївна     | 01.11.2010            | вища               | член Партії регіонів                          | ДП «Нафком-Агро», кухар                               |
| 5        | Гречанівська Людмила Андріївна    | 01.11.2010            | середня спеціальна | позапартійна                                  | тимчасово не працює                                   |
| 6        | Тимченко Ніна Антонівна           | 01.11.2010            | середня спеціальна | позапартійна                                  | с. Охіньки філії № 028 Ощадбанку, контролер — касир   |
| 7        | Марченко Світлана Григорівна      | 01.11.2010            | середня спеціальна | позапартійна                                  | тимчасово не працює                                   |
| 8        | Марченко Тетяна Михайлівна        | 01.11.2010            | середня спеціальна | член Партії регіонів                          | тимчасово не працює                                   |
| 9        | Курбатська Надія Володимирівна    | 01.11.2010            | середня спеціальна | позапартійна                                  | с. Охіньки фельдшерсько-акушерський пункт, фельдшер   |
| 10       | Марченко Ольга Петрівна           | 01.11.2010            | вища               | позапартійна                                  | Охіньківська загальноосвітня школа І-ІІІ ст., вчитель |
| 11       | Яцун Володимир Михайлович         | 01.11.2010            | середня спеціальна | позапартійний                                 | тимчасово не працює                                   |
| 12       | Проценко Тетяна Іванівна          | 01.11.2010            | середня спеціальна | позапартійна                                  | с. Охіньки магазин ПП, продавець                      |
| 13       | Іваненко Олена Миколаївна         | 01.11.2010            | вища               | член Політичної партії «Наша Україна»         | Охіньківська загальноосвітня школа І-ІІІ ст., вчитель |
| 14       | Бигиб Валентина Григорівна        | 01.11.2010            | середня спеціальна | позапартійна                                  | тимчасово не працює                                   |